# Банк, Алиса Владимировна
Али́са Влади́мировна Банк (17 (30) сентября 1906, Санкт-Петербург — 22 августа 1984, Ленинград) — советский историк-византинист, востоковед, доктор исторических наук (1974), сотрудница Эрмитажа.

## Биография
Родилась в Санкт-Петербурге в семье библиотековеда В. Э. Банка, младшая сестра библиотековеда Б. В. Банка. В 1928 году поступила в Ленинградский государственный университет, на факультет языкознания и материальной культуры. Училась у В. Н. Бенешевича, О. А. Добиаш-Рождественской, А. П. Смирнова. Во время учёбы в аспирантуре посещала семинар И. М. Гревса, упоминавшего её в письме к Н. П. Анциферову: «В университете работаю с четырьмя аспирантами в форме специального семинария над африканскими аграрными надписями римского времени. В числе их находится Алиса Банк…. Работаю с ними с большим удовольствием». В 1931 году устроилась на работу в Государственный Эрмитаж, в котором проработала более 50 лет. С 1940 года возглавляла отделение Византии и Ближнего Востока, руководила аспирантурой при Эрмитаже, входила в состав Ученого и Редакционно-издательского советов, являлась организатором постоянной экспозиции и ряда выставок в Эрмитаже, посвященных искусству и культуре Византии. В 1932 году — 1-я постоянная экспозиция, в 1956 году — «Культура и искусство Византии и стран Ближнего Востока» в Эрмитаже, в 1975 году — экспозиции в Ленинграде и Москве.
Во время войны и блокады Ленинграда часть эрмитажных коллекций и ряд сотрудников в 1943—1944 годах были эвакуированы в Свердловск. А. В. Банк была Главным хранителем эвакуированных восточных коллекций Эрмитажа. Во время войны она читала в Свердловском государственном университете курс по истории византийского искусства.
После войны научные связи сохранились и побывавшие в эвакуации время от времени читали лекции в местном университете.
В 1947 году была защищена кандидатская диссертация на тему «Очерки по истории культурных взаимоотношений Византии и Переднего Востока по данным вещественных источников (X—XIV вв.)». С 1948 года преподавала историю византийского искусства и курс «Археология Византии» в ЛГУ.
Ещё в студенческие годы участвовала в археологических экспедициях в Херсонес, Эски-Кермен, Судак, Анберд (Амберд). Посещала раскопки в Новгороде, Пскове, Киеве, Ладоге, Крыму, Закавказье. Постоянно следила за новыми открытиями в мировой археологии.
В 1974 году защитила докторскую диссертацию «Прикладное искусство Византии (IX—XII вв.): Очерки». Читала лекции по византийскому искусству в Равенне, Вене, Белграде, Софии, Берлине.

## Научная деятельность
А. В. Банк являлась одним из крупнейших советских специалистов в сфере византийской культуры IV—XV веков. Изучала связи провинциального и столичного искусства, взаимоотношений искусства Переднего Востока и Византии. Разработала классификацию и методику изучения памятников византийского прикладного искусства по таким видам, как резная кость, стеатиты, глиптика, художественный металл. Методика включает в себя искусствоведческий анализ, археологические данные и свидетельства письменных источников. Работала над изданием каталогов памятников искусства Византии, которые находятся в собраниях Эрмитажа.
Важным направлением исследований являлось изучение места Константинополя в восточной культуре и влияние константинопольской традиции на местные художественные центры, в том числе на Новгород XII века.

## Основные работы
- Византия и Восток по некоторым данным прикладного искусства XI—XII веков. М., 1960.
- Искусство Византии в собрании Государственного Эрмитажа. Л., 1960.
- Византийское искусство в собраниях Советского Союза. [Альбом репродукций]. Л.;М., 1966.
- К проблеме «Константинополь и национальные школы» в малых формах искусства (связи с Грузией) // II Международный симпозиум по грузинскому искусству. Тбилиси, 1977.
- Некоторые памятники византийской скульптуры и их связи с искусством Закавказья: [Доклад] // Второй Международный симпозиум по армянскому искусству. Ереван, 1978.
- Прикладное искусство Византии IX—XII вв.: Очерки. М., 1978.
- Взаимоотношения больших и малых форм скульптуры в Византии и Грузии // IV Международный симпозиум по грузинскому искусству. Тбилиси, 1983.
- Certains monuments de la sculpture byzantine et leurs liens avec l’art de Transcaucasie. Yerevan, 1978[1].

## Награды
- Медаль «За доблестный труд в Великой Отечественной войне 1941—1945 гг.»
- Орден Трудового Красного Знамени